# Papszer (Miskolc)
A Papszer Miskolc ősi utcáinak egyike. A szer fogalma, jelentése az idők folyamán elhomályosult, régen házsort, rendet, ebben az értelemben házakkal beépített területet, végső soron utcát jelölt. Az utca az Avas északi lejtője alján fut, a történelem során ide tartozott még a Mélyvölgy utca és a Rákóczi Ferenc utca (utóbbi Alsó Papszer néven), valamint az útszerkezet miatt ide sorolható még a Mindszent térnek az utcai része is.

## Elhelyezkedése

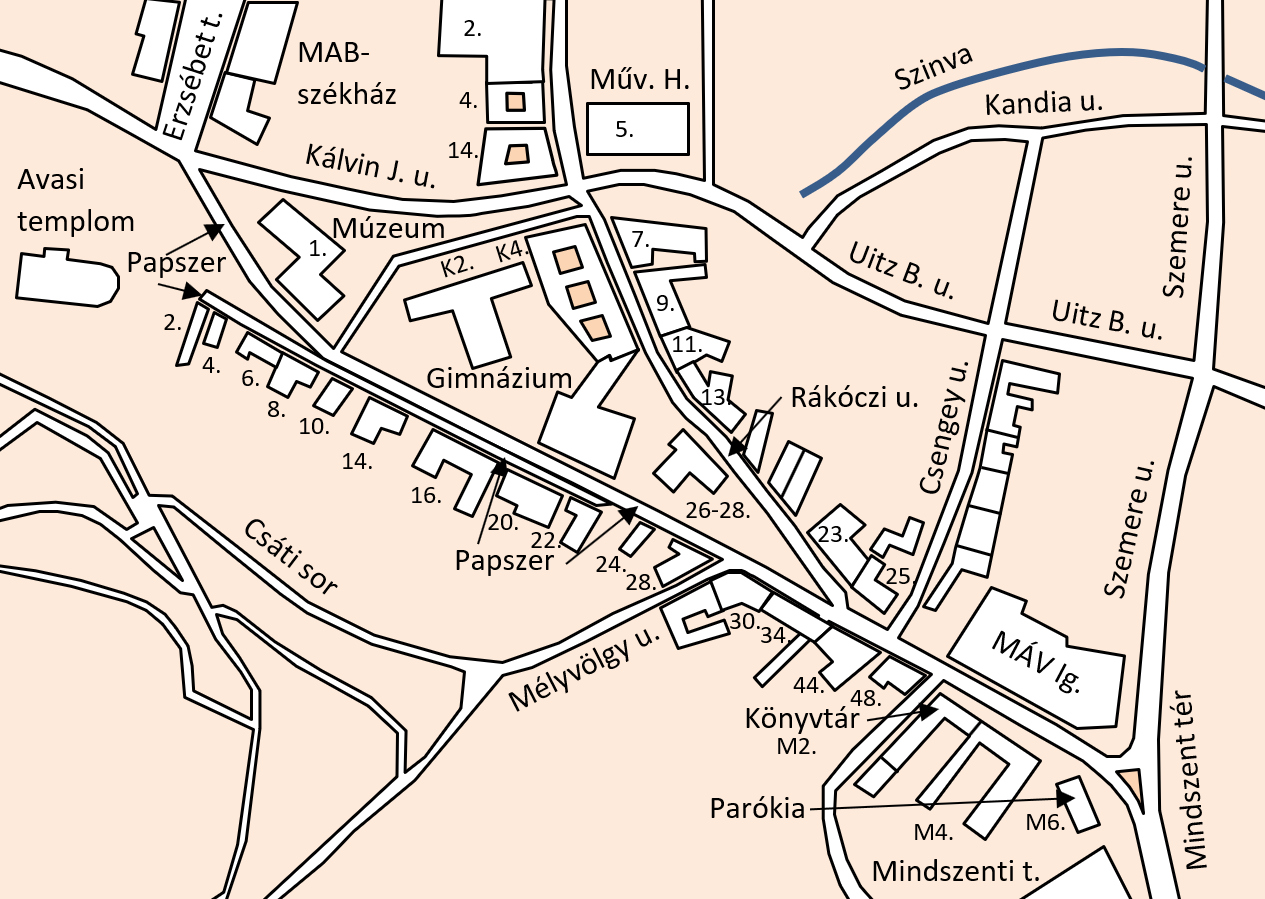
A Papszer és környékének vázlatos térképe

A Papszer az Avas északi lejtője alján fut, Y alakban elágazva. A Mindszent tértől indul északnyugati irányban, és a fölső ága (régen Felső Papszer) a Herman Ottó Múzeum épületéig fut, a történelem során kialakult, szintén északnyugat felé tartó ága (régen Alsó Papszer, majd Püspök utca) a mai Rákóczi Ferenc utca. Történelmileg ide számított még a Mélyvölgy (régen Angyal völgy) utca is, futását tekintve pedig a Mindszent tér utcai szakasza. Az utca sajátossága, hogy a páros és a páratlan oldala külön, támfallal elválasztva fut. Erre azért van szükség, mert a páros oldal kelet-nyugati irányban emelkedik, a páratlan oldal viszont ugyanebben az irányban lejt.

## Története
Az utca története a 15. század elejéig nyúlik vissza. 1411-ben Miskolc városa megkapta Zsigmond királytól az avasi templom kegyúri jogát, és a város a templom, illetve az egyházi épületek fenntartására szőlőt, vízimalmot és zsellértelkeket adományozott. Így jött létre a Papszer (és a Toronyalja utca is). Lakói főleg zsellérek (földnélküli napszámosok), ritkán szegény kézművesek voltak, akiknek adót vagy tizedet nem kellett fizetniük sem a városnak, sem a diósgyőri királyi uradalomnak, de ingyenmunkával, robottal szolgáltak az egyház számára. A papszeri lakosok az avasi templom ellátásában játszottak szerepet, így a terület voltaképpen az egyháznak szolgáló városnegyed volt. Erre utal az 1563-as urbárium megjegyzése is: „az egyház és a plébános szükségletére szolgálnak”. Az utcát néha Egyházszernek is nevezték, előfordult, hogy egy iratban a Papszer mellett. A Papszer Miskolc legnépesebb zsellérutcája volt. Az 1563-as urbárium Miskolc három zsellérutcájában (Papszer, Tót utca, Peceszer) 53 zsellértelket jegyzett fel, az 1702-es Kötelkönyv a Papszeren és a Toronyalja utcán összesen 45 telket állapított meg. A Papszer környéke alkotta a 16–17. századtól a Miskolctól elkülönült Mindszent nevű települést, amely 1880-ig állt fenn.
A Papszer fontos szerepet töltött be Miskolc közép- és újkori történelmében: a Miskolcra érkező, illetve a Miskolcon áthaladó kereskedők, vásározók a Mindszenti (Csabai) kapu után fordultak rá a Papszerre, a szekereik egy része a későbbi Felső Papszeren, majd a Szinva déli oldalán haladtak Diósgyőr felé, mások az Ispotály utcán, a későbbi Alsó Papszeren (ma Rákóczi Ferenc utca) keresztül haladtak a Szinva irányába, és a malom és a mészárszékek mellett, a mai Sötétkapunál jutottak ki a Piac utcára, majd innen mentek tovább a Czikó (ma Kossuth) utcán át északi irányba, a Szentpéteri kapun át Szentpéter, vagy nyugati irányba, a Győri kapun át Diósgyőr felé. A kétágú utca vonalának közlekedéstechnikai szempontok szerinti átalakítására Adler Károly városi főmérnök készített tervet, de ebbe – a szükséges bontások miatt – az érintettek nem egyeztek bele (a Rákóczi utcát szinte kizárólag görög kereskedők lakták). A 20. század elején mégis történtek szanálások a Rákóczi utcán, így 1912-ben a páros oldalán már csak tizennégy, a páratlanon nyolc ház állt. 1927-ben a Sötétkapu felőli szakaszt is a Rákóczi utcához csatolták, és a házakat átszámozták. Az 1970-es és 1980-as években is történtek bontások, a mai utcakép az ekkor kialakult állapotot tükrözi.
Az utcában élő lakosok névsorát először egy 1666-ban készült török adókirovás tartalmazza. Az akkori családokból többet az 1702-ben íródott Kötelkönyv is megemlít. Azok a családok, amelyeknek jobban ment a sora, igyekeztek leköltözni a városba egy megürült jobbágytelekre, mert ahhoz szántóföld és rét is járt. A Papszer zsellér jellege 1848-ban szűnt meg, amikor eltörölték a jobbágyság intézményét. Egy 1817-es összeírás részletesen rögzítette a Papszeren lévő 45 telket és tulajdonosait. Ekkor már lazult a szigorúan vett zsellérszer, rajtuk kívül más személyek is laktak az utcában, például Palóczy László, a nagy tiszteletben álló reformpolitikus, Dálnoky Nagy Sámuel főgimnáziumi tanár, költő, vagy Várady Gerzson tanár, aki 28 évig volt a református főgimnázium igazgatója.
| Az 1817-es házszám | A mai cím                 | A tulajdonos neve                      | A telek mérete, négyszögöl |  | Az 1817-es házszám | A mai cím       | A tulajdonos neve                 | A telek mérete, négyszögöl |
| 617.               | Mélyvölgy u. 7.           | özv. Fektich Jánosné                   | 100                        |  | 640.               | Papszer 12.     | N. Czakó János                    | 36                         |
| 618.               | Mélyvölgy u. 5.           | Vitárius József                        | 112                        |  | 641.               | Papszer 12.     | Lakatos András                    | 184                        |
| 619.               | Mélyvölgy u. 3.           | özv. Patay Péterné                     | 178                        |  | 642.               | Papszer 8.      | Várady Gerzson professzor         | 576                        |
| 620.               | Mélyvölgy u. 1.           | Lipták András                          | 114                        |  | 643.               | Papszer 6.      | N. Jósvay István                  | 413                        |
| 621.               | Mélyvölgy u. keleti sarok | Kenyeres György                        | 66                         |  | 644.               | Papszer 4.      | Molnár Ábrahám                    | 75                         |
| 622.               | Mélyvölgy u. keleti sarok | N(emes) Kostelnik Márton               | 82                         |  | 645.               | Papszer 4.      | Gonda György                      | 210                        |
| 623.               | Mélyvölgy u. 10.          | Barta András                           | 91                         |  | 646.               | Papszer 2.      | Szíjártó István                   | 231                        |
| 624.               | Mélyvölgy u. 8.           | özv. Lőrincz Józsefné                  | 81                         |  | 647.               | Papszer 2.      | Beretz József                     | 105                        |
| 625.               | Mélyvölgy u. 6.           | Motznyik Mihály                        | 83                         |  | 648.               | Lebontva        | Bató Dániel                       | 86                         |
| 626.               | Mélyvölgy u. 4.           | Volzki Gáspár                          | 81                         |  | 649.               | Lebontva        | Ónodi Szabó I.                    | 107                        |
| 627.               | Mélyvölgy u. 2.           | Serfőző József                         | 85                         |  | 650.               | Papszer 1.      | Református iskola (ma múzeum ép.) | 526                        |
| 628.               | Papszer sarok             | Győri Czakó György                     | 98                         |  | 651.               | Kálvin J. u. 2. | Ref. parókia (ma gimnázium)       | 1620                       |
| 629.               | Papszer 28.               | Szabó János                            | 97                         |  | 652.               |                 | Kozdi György                      | 146                        |
| 630.               | Papszer 26.               | Lipták János                           | 97                         |  | 653.               | Kálvin J. u. 3. | Kenyeres Ádám                     | 110                        |
| 631.               |                           | N. Szombathy László                    | 132                        |  | 654.               | Rákóczi u.      | Szabó Sámuel (lebontva)           | 43                         |
| 632.               | Papszer 24.               | ifj. Lipták János és Korlát J. és Sám. | 57+114                     |  | 655.               | Rákóczi u.      | Varinszky János (lebontva)        | 58                         |
| 633.               |                           | Galló Dániel                           | 76                         |  | 656.               | Rákóczi u. 32.  | id. Pápay Sámuel                  | 71                         |
| 634.               | Papszer 22.               | N. Bencsik János                       | 299                        |  | 657.               | Rákóczi u. 30.  | özv. Magits Andrásné              | 87                         |
| 635.               | Papszer 20.               | N. Szűcs János                         | 388                        |  | 658.               | Rákóczi u. 28.  | Kapmáry György görög              | 90                         |
| 636.               | Papszer 18.               | Hegedűs István                         | 336                        |  | 659.               | Rákóczi u. 26.  | Szonte Tamás görög                | 120                        |
| 637.               | Papszer 16.               | N. Palóczy László úr                   | 528                        |  | 660.               | Rákóczi u. 22.  | Likoczky András görög             | 122                        |
| 638.               | Papszer 14.               | Református parókia                     | 788                        |  | 661.               | Rákóczi u. 20.  | özv. Dimcsa Ferencné              | 142                        |
| 639.               | Papszer 10.               | Dálnoky Sámuel professzor              | 178                        |  |                    |                 |                                   |                            |

## Épületei
Papszer 1.

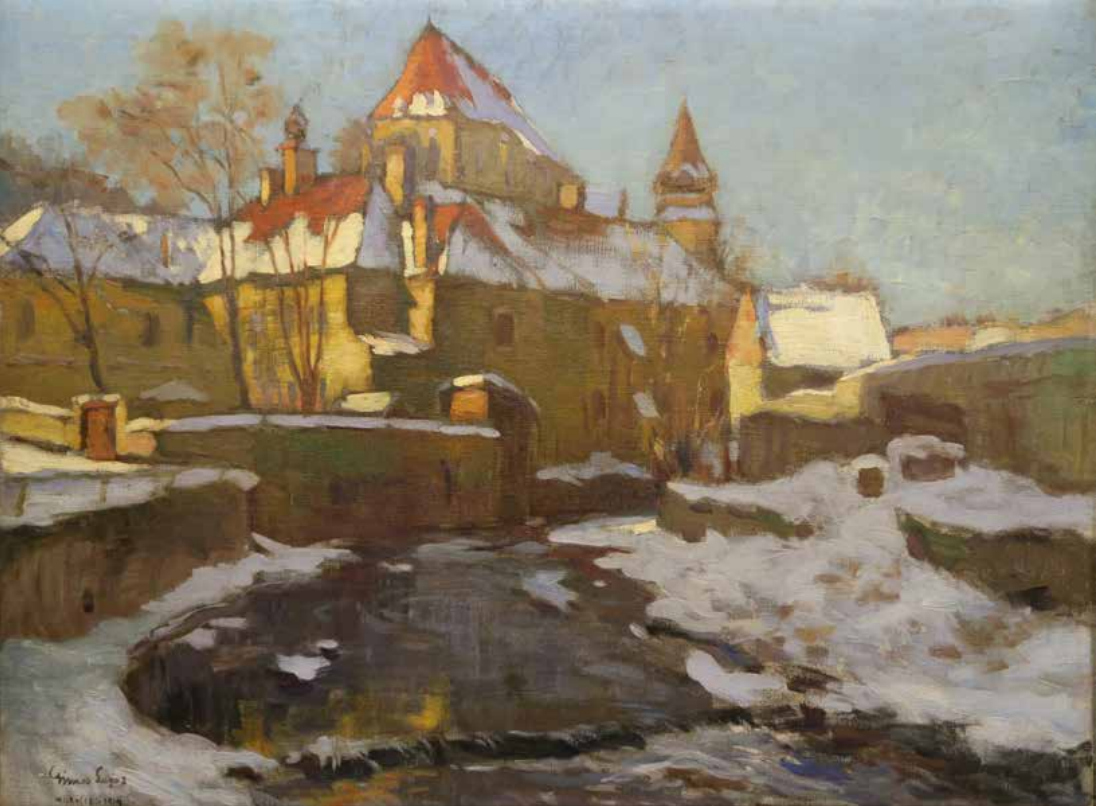
Gimes Lajos: A Múzeum az avasi templommal télen. Festmény, 1929

Az utca egyik legrégebbi, egyben leghíresebb épülete a Herman Ottó Múzeum kiállítási épülete. Egykor iskola volt, bár a középkori források nem igazolják annak a pontos helyét, de közvetett források, régészeti bizonyítékok és a miskolci hagyomány szerint Miskolc első iskolája a mostani épület helyén állt, a miskolci lelkész házának és kertjének szomszédságában. Mindkettő a miskolci zsellérek utcájának, a Papszernek a Szinva felőli végén állt. A plébános középkori malma (Papmalom) a közelben, a mai Erzsébet téren működött a Szinván, így az iskola feltehetően már a középkorban része volt az egyházi centrumnak az Avas és a Szinva között.
Papszer 2.
Szíjártó István egykori lakóháza, a Miskolciak az Avasért alapítvány székhelye.
Papszer 10.
Dálnoky Nagy Sámuel, neves gimnáziumi tanár egykori lakóháza.
Papszer 14.
Az Avasi Református Egyház hivatala és imaterme. Ehhez a házszámhoz sorolják hivatalosan az Avasi templomot és a harangtoronyt is.
Papszer 16.
Lévay József egykori lakóháza. Elhanyagolt állapotúnak látszik.
Kálvin János u. 2.
Az épületben a Lévay József Református Gimnázium működik. Története a 15. századig nyúlik vissza. Az iskola 1935-ben vette fel korábbi tanárának, Lévay Józsefnek a nevét. 1996-ig a Zrínyi Ilona Gimnázium működött itt, de 1996-ban ismét a Lévay kapta meg az épületet.
Kálvin János u. 4.
A Rákóczi Ferenc és a Kálvin János utca sarkán álló épület egykor Bársony János jogász háza volt. Ennek alapozásakor találtak 1891-ben három szakócát, amelyek az ősember magyarországi létezésének első bizonyítékai voltak. Az épületben ma a gimnázium Tóth Pál Diákotthona található.
Rákóczi Ferenc u. 2.
Az utcabeosztás ide sorolja az egykori Dőry-kúriát, amely ma – felújítva és kibővítve – a Miskolci Galéria épülete.
Rákóczi Ferenc u. 4.
A Halászcsárda épülete, Mayer József egykori „Kispipa" vendéglője.
Rákóczi Ferenc u. 5.
A mai Művészetek Háza a korábbi Uránia, majd Béke mozi átépítése után nyílt meg 2006-ban.
Rákóczi Ferenc u. 7.
Az egykori Haller-házban a MÁV Informatikai Központja működik.
Rákóczi Ferenc u. 11.
Műemlék épület. Mezővárosi jellegű görög kereskedőház, földszintes szárnya 1660–1670-ben épült, emeletes szárnya a 19. század első felében készült. 2004-ben felújították. A megyei kormányhivatal Építésügyi és Örökségvédelmi Főosztálya működik benne.
Rákóczi Ferenc u. 13.
Műemlék. A 18. század végén épült görög kereskedőház. 2004-ben szépen felújították.
Rákóczi Ferenc u. 14.
Műemlék. A Grabovszki-ház a 18. század végétől épült több ütemben. Különböző üzletek, vállalkozások, irodák működnek benne. Belül jó állapotban van, de a külseje elhanyagolt.
Mindszent tér 2.
Műemlék. Az egykori Doleschall-kúriában ma a városi könyvtár Szabó Lőrinc Idegennyelvi Könyvtára, illetve Lévay József Muzeális Könyvtára működik.

## Képek

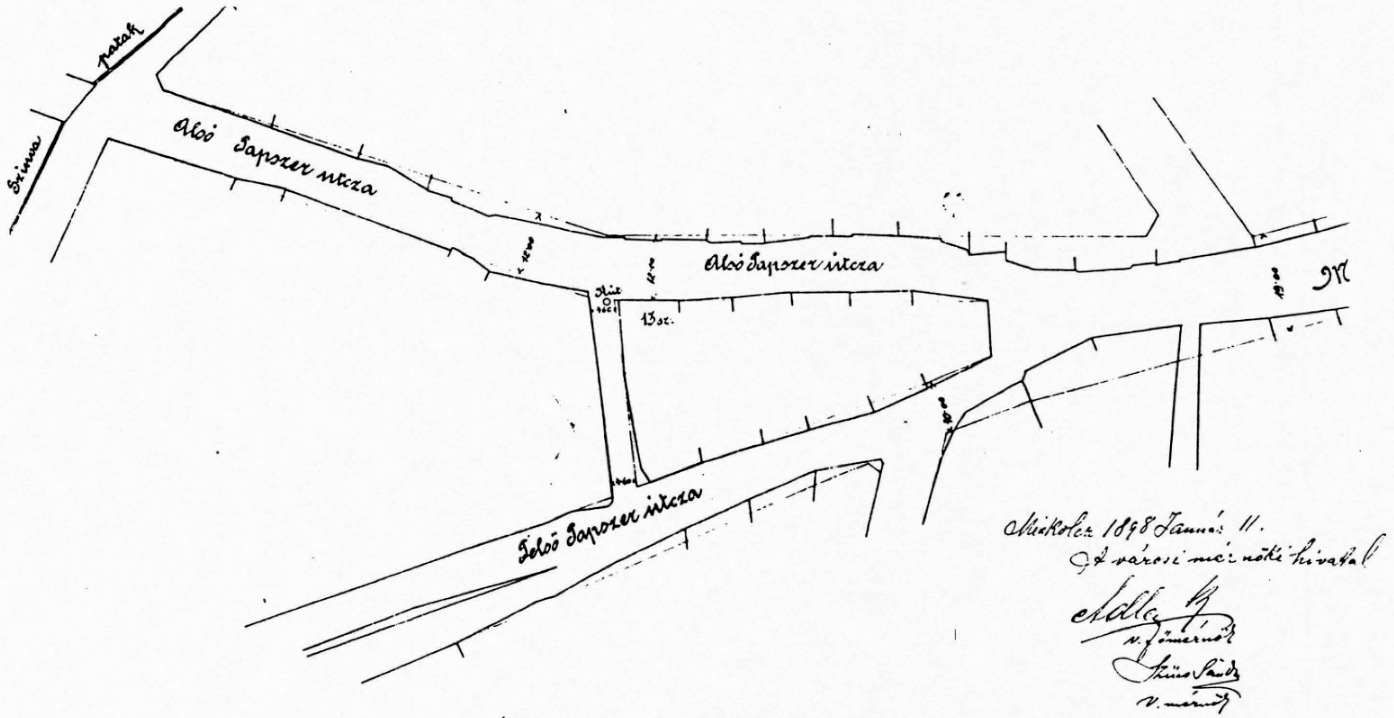
A Papszer Adler-féle rendezési terve, 1898
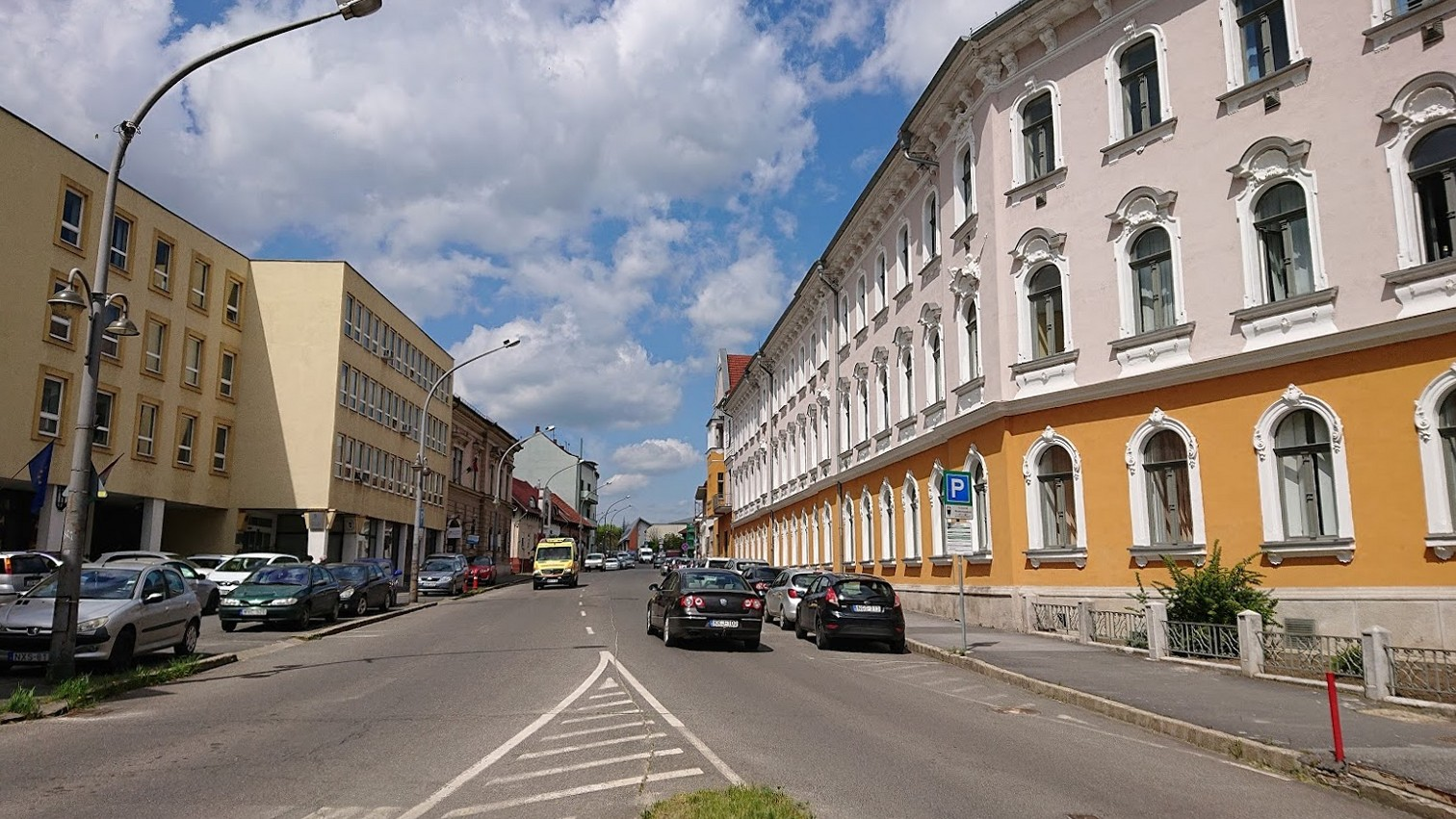
A Papszer a Mindszent tér felől
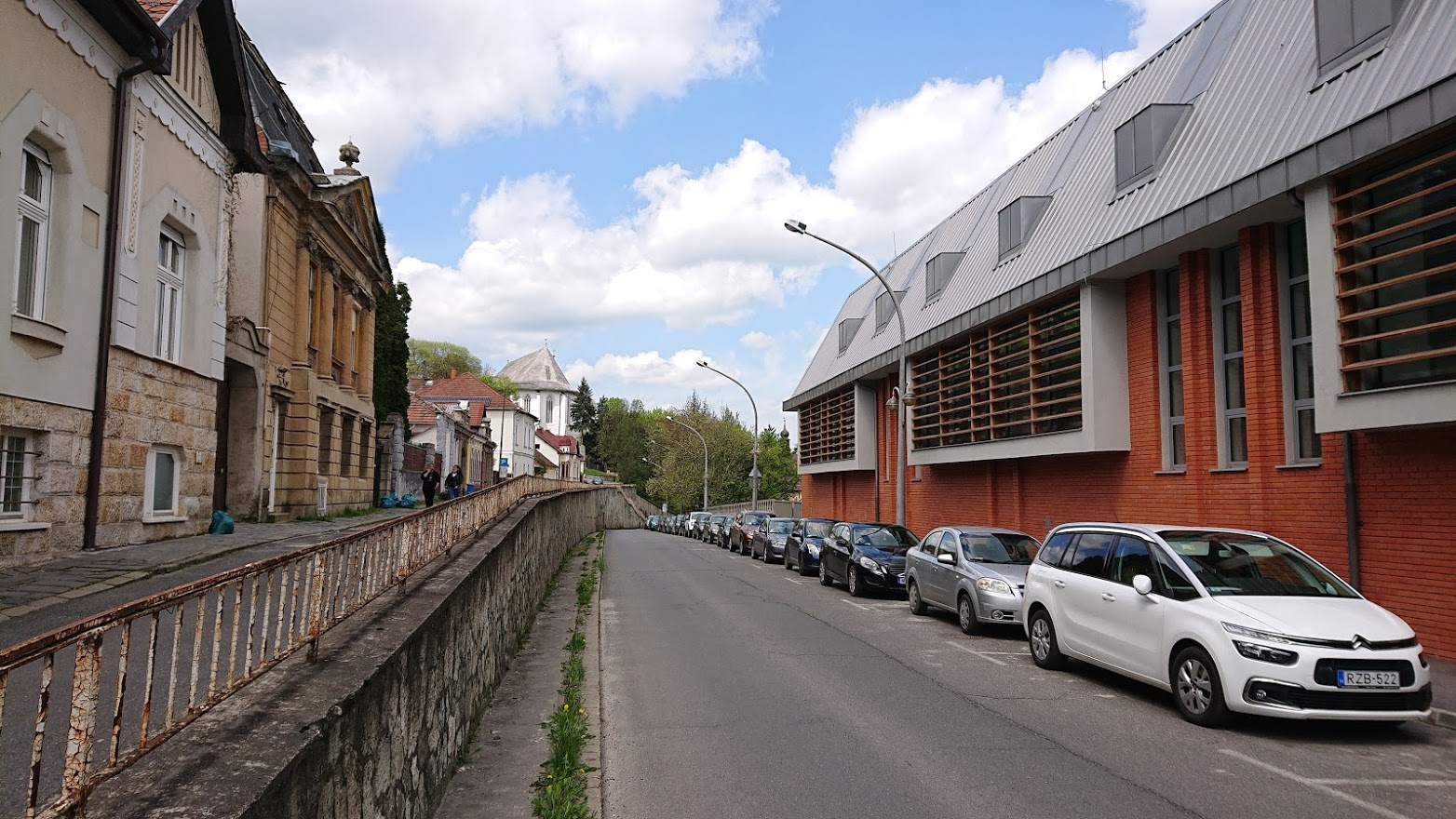
A Papszer felső, keleti vége
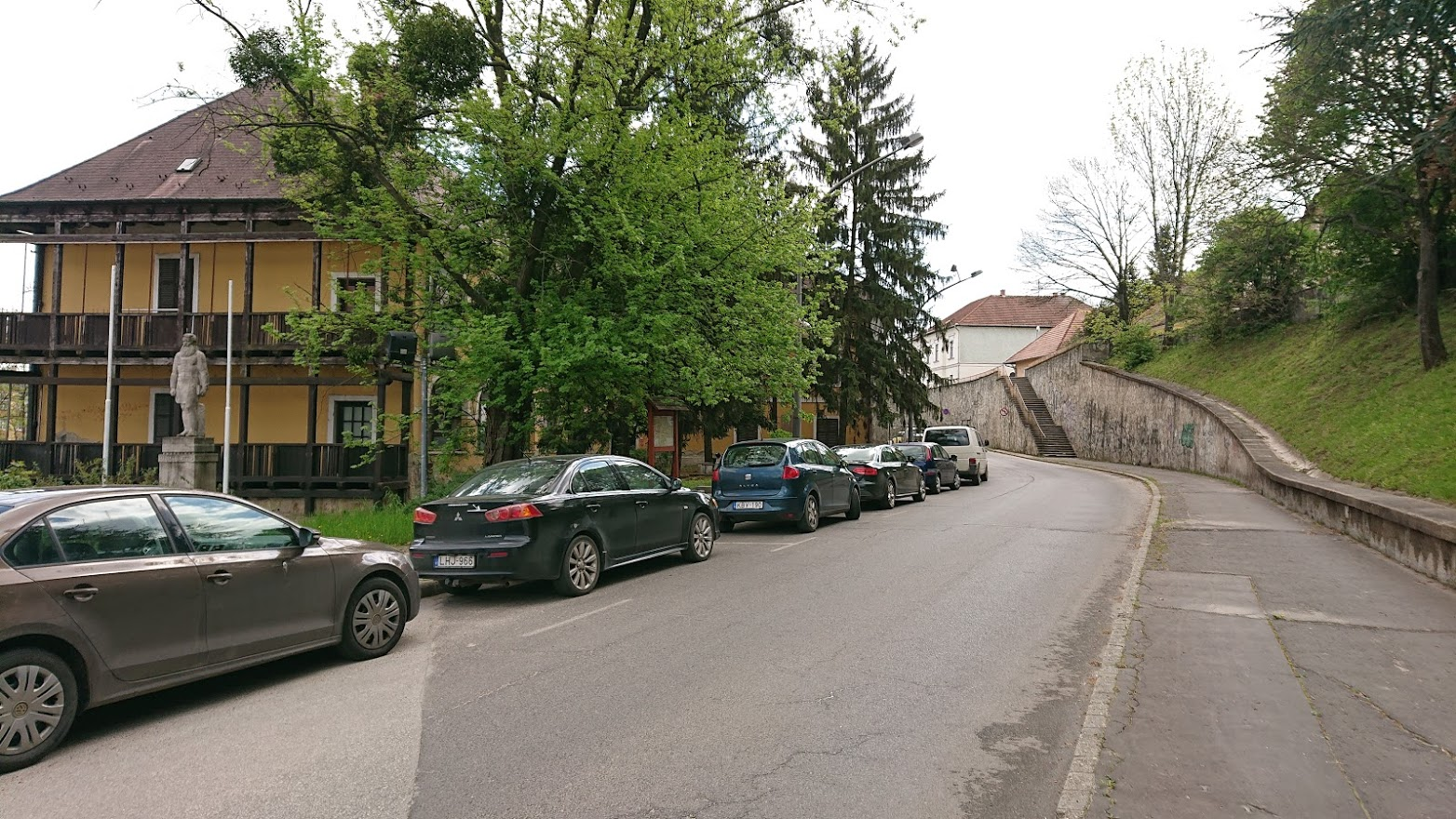
A Papszer alsó vége a Múzeummal
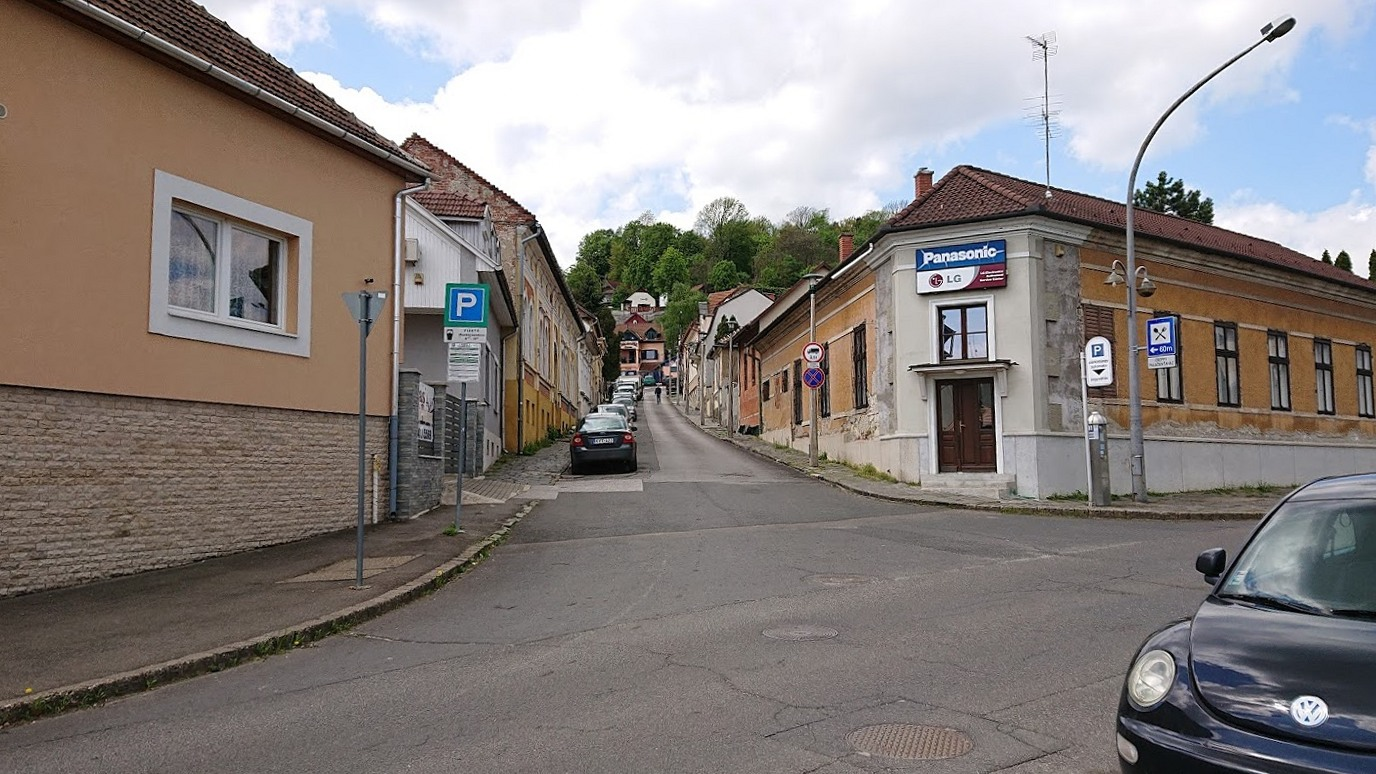
A Mélyvölgy utca a Papszerről
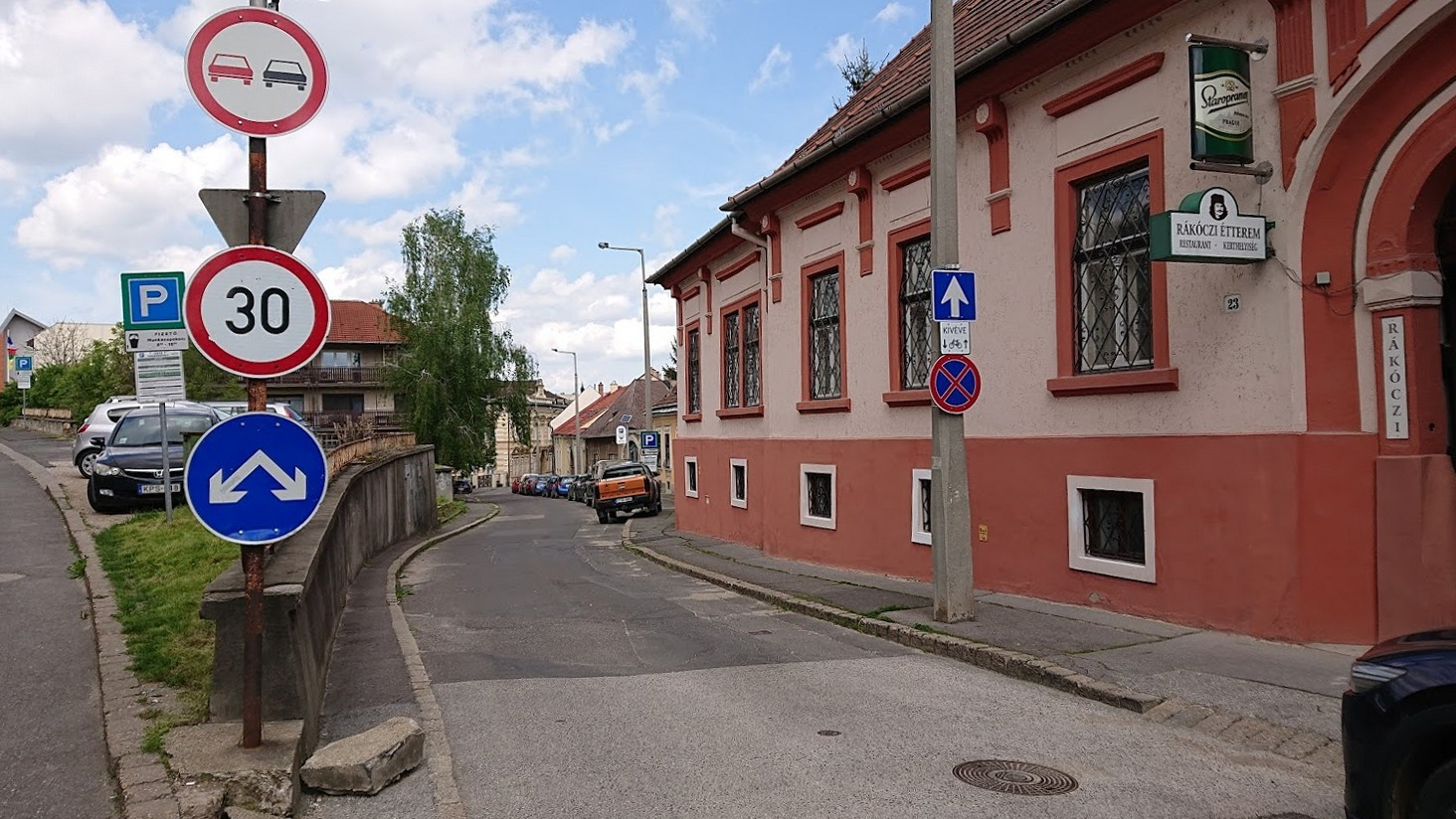
A Rákóczi utca felső vége
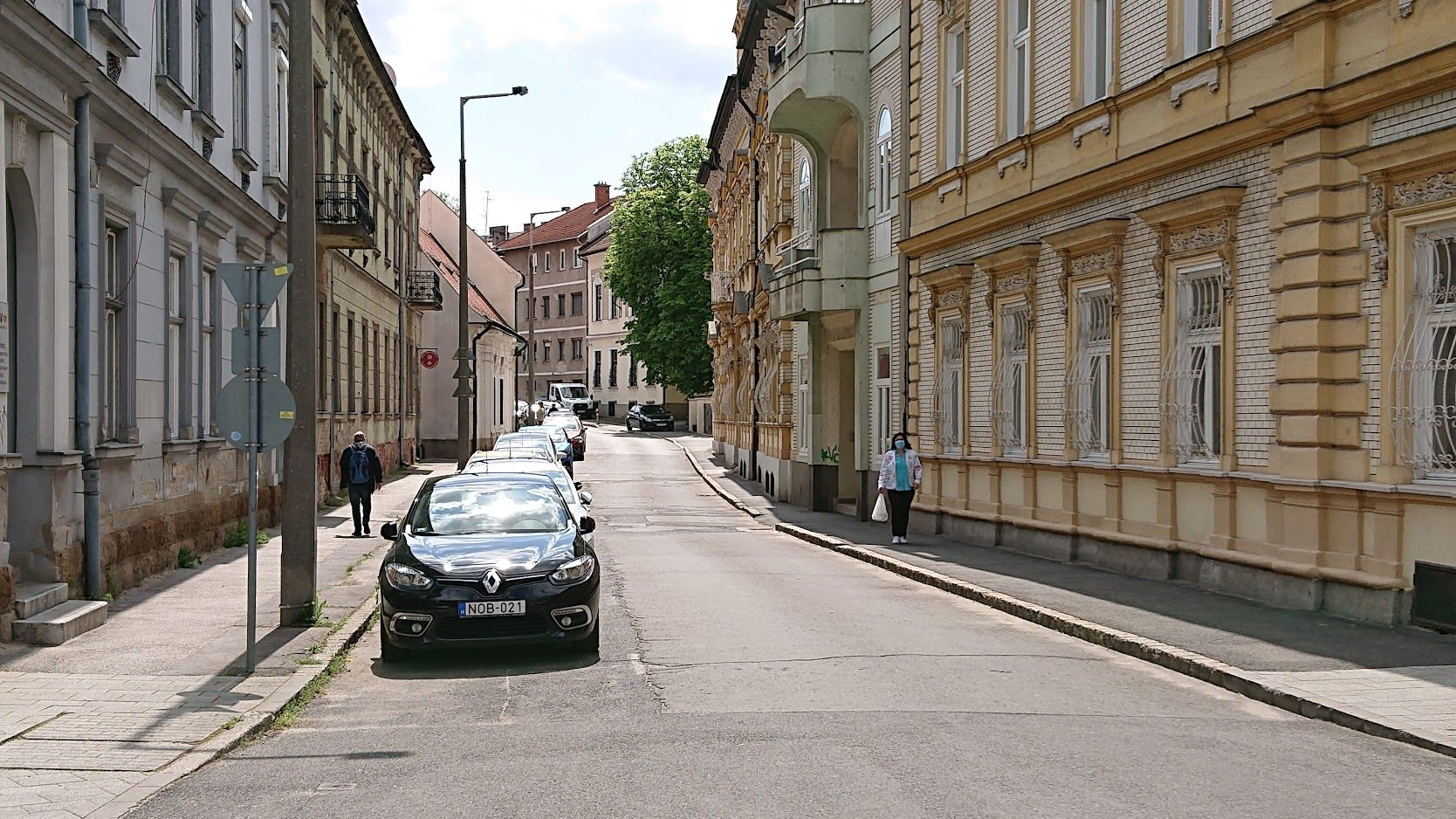
A Rákóczi utca vége a Kálvin J. utcánál
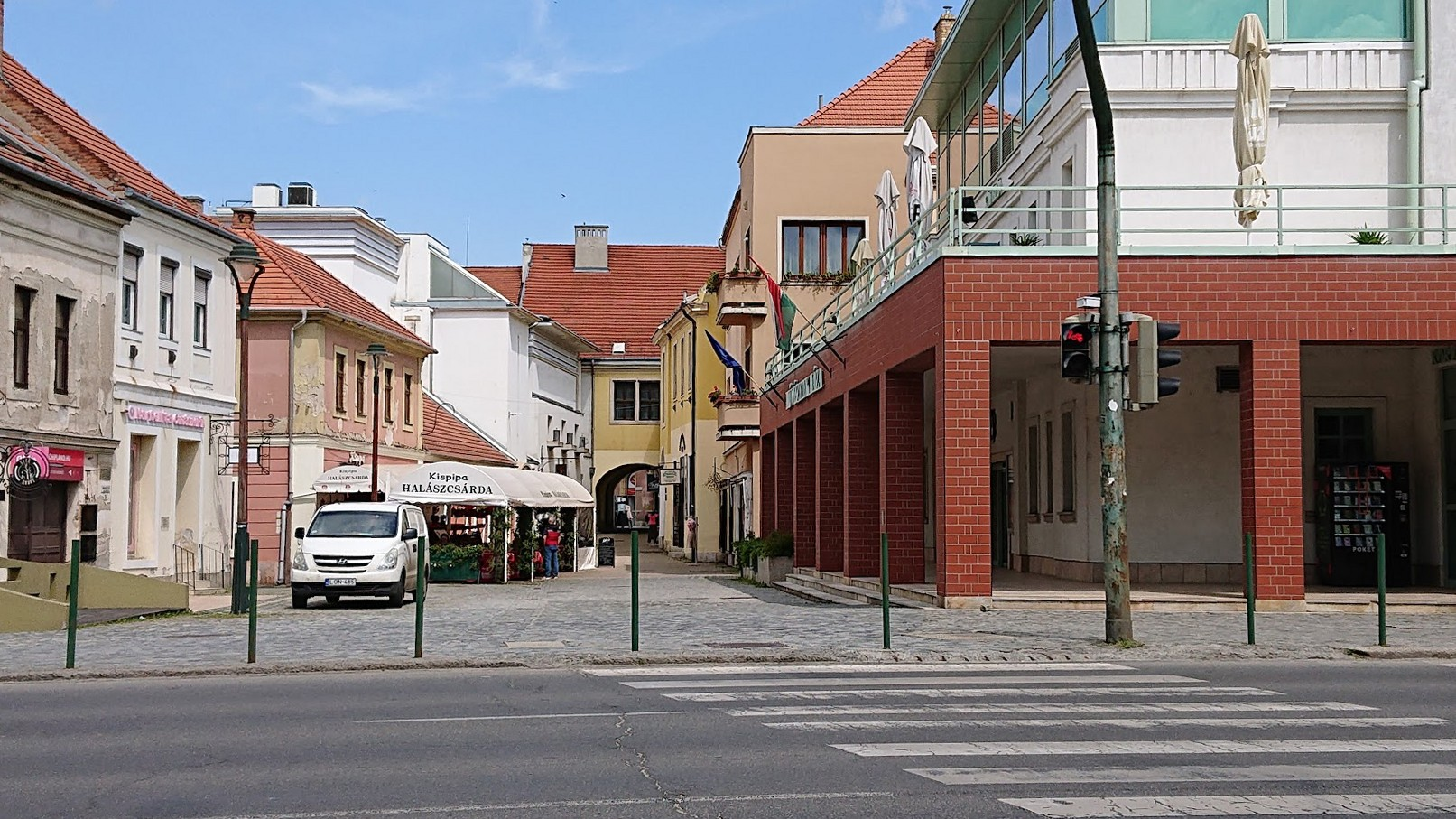
A Rákóczi utca vége a Kálvin J. u. után, a Sötétkapuval